# カタール国際親善トーナメント
カタール国際親善トーナメントは、カタールで開催される、ナショナルチームによるサッカーの国際大会である。開催国のカタールの他、毎年招待国を数ヶ国招いて開催される。
2009年大会まではカタール国際ユーストーナメントという名称で年齢制限を設けていたが、2010年大会よりA代表のチームが参加する大会に改められた。

## 歴代大会結果
| 年     | 優勝     | 準優勝         | 三位             | 日本代表の年代 | 日本代表の成績     |
| ------ | -------- | -------------- | ---------------- | -------------- | ------------------ |
| 2002年 | エジプト | 中華人民共和国 | チュニジア       | -              | 不出場             |
| 2003年 | エジプト | 日本           | -                | U-22代表       | 準優勝             |
| 2004年 | モロッコ | 韓国           | ノルウェー       | 大学選抜       |                    |
| 2005年 | 韓国     | 日本           | ノルウェー       | U-20日本代表   | 準優勝             |
| 2006年 | 日本     | 韓国           | ドイツ           | U-19日本代表   | 優勝               |
| 2007年 | エジプト | ベラルーシ     | 南アフリカ共和国 | U-22日本選抜   | グループリーグ敗退 |
| 2008年 | 日本     | ポーランド     | ウズベキスタン   | U-19日本代表   | 優勝               |
| 2009年 | シリア   | ウズベキスタン | 日本             | U-20日本代表   | 3位                |
| 2010年 | 北朝鮮   | カタール       | マリ             | -              | 不出場             |
| 2012年 | ギリシャ | カタール       | 中華人民共和国   | -              | 不出場             |

※2003年大会は3位決定戦は行われなかった。